# مترویدوانیا

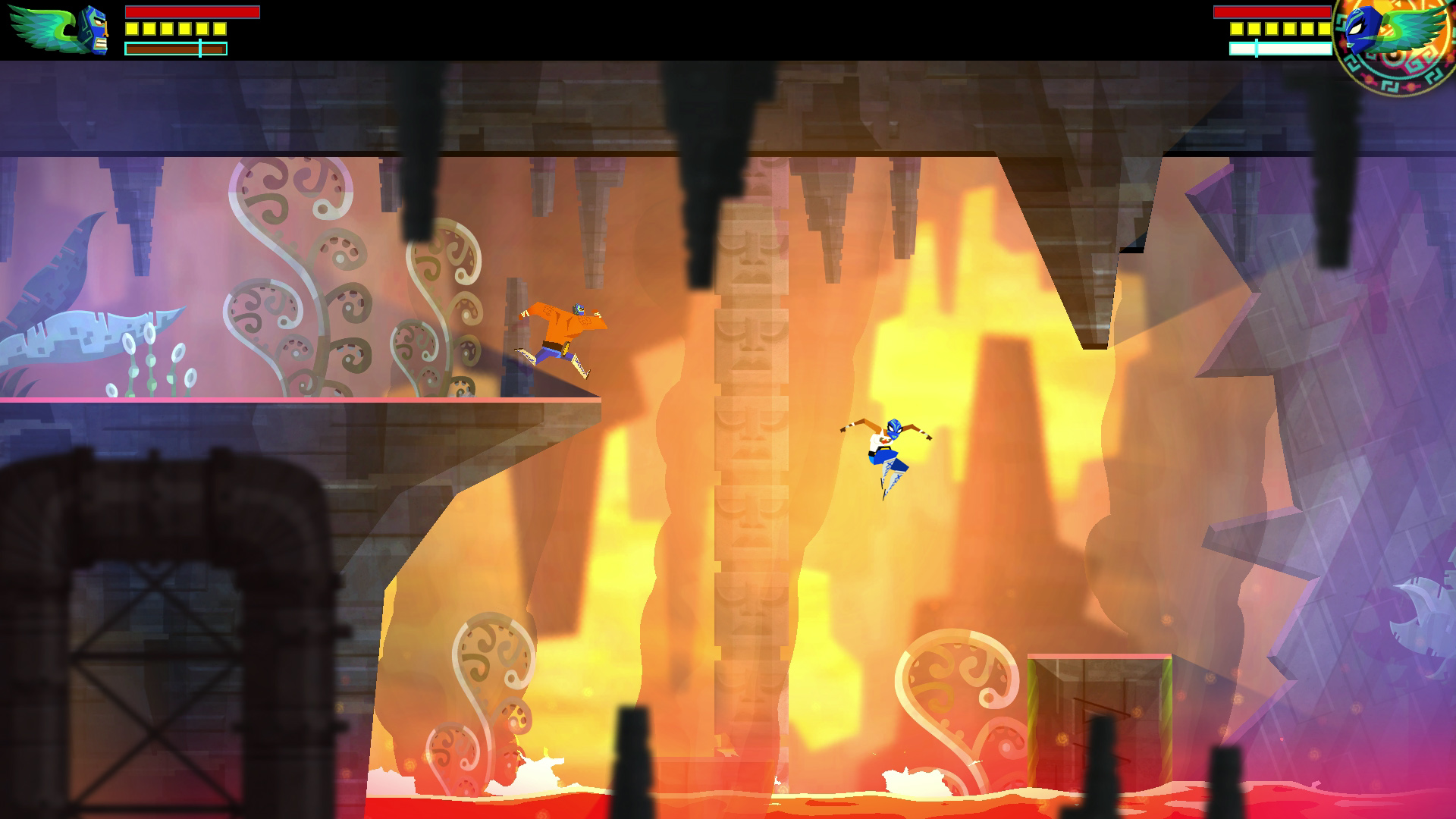
بازی مترویدوانیا

مترویدوانیا (به انگلیسی: Metroidvania) یک ژانر از بازی‌های ویدئویی اکشن ماجراجویی است که بر کاوش و پیشرفت غیرخطی هدایت‌شده و ابزارهای کاربردی متمرکز شده است. این اصطلاح ترکیبی از نام‌های سری بازی‌های ویدیویی متروید و کسلوانیا است که بازی‌هایی در این ژانر از هر دو سری به عاریت گرفته شده‌اند. بازی‌های مترویدوانیا که معمولاً مبتنی بر گیم‌پلی دو بعدی و پلتفرم سایدکرولینگ است، دارای یک نقشه جهانی به هم پیوسته بزرگ است که بازیکن می‌تواند کاوش کند.اگرچه دسترسی به بخش‌هایی از جهان اغلب توسط درها یا موانع دیگر محدود می‌شود اما میتوان از آنها زمانی گذشت که بازیکن دارای آیتم ها، ابزارها، سلاح ها، توانایی ها یا دانش در بازی مورد نیاز همان بخش را داشته باشد. دستیابی به چنین پیشرفت‌هایی همچنین می‌تواند به بازیکن در شکست دادن دشمنان دشوارتر و یافتن میان‌برها و مناطق مخفی کمک کند و اغلب شامل ردیابی مجدد مراحل در نقشه می‌شود. از این طریق، بازی‌های مترویدوانیا شامل یکپارچه‌سازی دقیق‌تر از طراحی داستان و سطح، طراحی دقیق سطوح و کنترل شخصیت‌ها برای تشویق به کاوش و آزمایش، و ابزاری برای سرمایه‌گذاری بیشتر بازیکن برای شخصیت بازیکن خود از طریق عناصر بازی نقش‌آفرینی می‌شود.